# یواس‌اس هاوایی (اس‌اس‌ان-۷۷۶)
یواس‌اس هاوایی (اس‌اس‌ان-۷۷۶) (به انگلیسی: USS Hawaii (SSN-776)) یک زیردریایی است که طول آن 114.9 meters (377 feet) می‌باشد. این زیردریایی در سال ۲۰۰۶ ساخته شد.